# Willow (Wisconsin)
Die Town of Willow ist eine von 16 Towns im Richland County im US-amerikanischen Bundesstaat Wisconsin. Im Jahr 2010 hatte die Town of Willow 579 Einwohner.
Town hat in Wisconsin eine grundlegend andere Bedeutung, als im übrigen englischsprachigen Bereich. Vielmehr entspricht sie den in den anderen US-Bundesstaaten üblichen Townships, die nach dem County die nächstkleinere Verwaltungseinheit bilden.

## Geografie
Die Town of Willow liegt im Südwesten Wisconsins. Die Grenze zu Iowa befindet sich rund 85 km westlich. Nach Minnesota sind es rund 105 km in westnordwestlicher Richtung; nach Illinois sind es rund 125 km nach Süden.
Die geografischen Koordinaten des Zentrums der Town of Willow sind 43°26′15″ nördlicher Breite und 90°15′01″ westlicher Länge. Sie erstreckt sich über eine Fläche von 92,8 km². 
Die Town of Willow liegt im Nordosten des Richland County und grenzt an folgende Nachbartowns:
| Town of Henrietta  | Town of Westford                            | Town of Ironton (Sauk County)    |
| Town of Rockbridge | Kompassrose, die auf Nachbargemeinden zeigt | Town of Washington (Sauk County) |
| Town of Richland   | Town of Ithaca                              | Town of Bear Creek (Sauk County) |

## Verkehr
Der Wisconsin State Highway 58 verläuft in Nord-Süd-Richtung durch die Town of Willow. Im Süden der Town mündet der aus östlicher Richtung kommende Wisconsin State Highway 154 in den WI 58 ein. Daneben verlaufen noch die County Highways D und K durch das Gebiet der Town of Willow. Alle weiteren Straßen sind untergeordnete Landstraßen sowie teils unbefestigte Fahrwege.
Mit dem Richland Airport befindet sich rund 15 km südsüdwestlich der Town ein kleiner Flugplatz. Die nächsten Verkehrsflughäfen sind der Dubuque Regional Airport in Iowa (rund 150 km südsüdwestlich), der La Crosse Regional Airport (rund 130 km westnordwestlich) und der Dane County Regional Airport in Wisconsins Hauptstadt Madison (rund 105 km ostsüdöstlich).

## Bevölkerung
Nach der Volkszählung im Jahr 2010 lebten in der Town of Willow 579 Menschen in 195 Haushalten. Die Bevölkerungsdichte betrug 6,2 Einwohner pro Quadratkilometer. In den 195 Haushalten lebten statistisch je 2,9 Personen. 
Ethnisch betrachtet setzte sich die Bevölkerung zusammen aus 98,3 Prozent Weißen, 0,5 Prozent Asiaten sowie 0,2 Prozent (eine Person) aus anderen ethnischen Gruppen; 0,7 Prozent stammten von zwei oder mehr Ethnien ab. Unabhängig von der ethnischen Zugehörigkeit waren 0,3 Prozent der Bevölkerung spanischer oder lateinamerikanischer Abstammung. 
26,6 Prozent der Bevölkerung waren unter 18 Jahre alt, 60,3 Prozent waren zwischen 18 und 64 und 13,1 Prozent waren 65 Jahre oder älter. 44,2 Prozent der Bevölkerung war weiblich.
Das mittlere jährliche Einkommen eines Haushalts lag bei 53.077 USD. Das Pro-Kopf-Einkommen betrug 24.290 USD. 2,3 Prozent der Einwohner lebten unterhalb der Armutsgrenze.

## Ortschaften in der Town of Willow
Neben Streubesiedlung existiert in der Town of Willow mit Loyd noch eine gemeindefreie Siedlung.